# Oleksandr Ponomaryov
Oleksandr Ponomaryov (em ucraniano:"Олександр Пономарьов" Khmelnytskyi,  Ucrânia, 9 de agosto de 1973- )  é um dos  mais famosos cantores da Ucrânia . Ele recebeu o título de "Cantor do Ano" por sete vezes.
Uma das antigas paixões de  Oleksandr era o boxe. Infelizmente, quando a sua visão começou a deteriorar-se foi proibido de lutar pelo seu médico .
Oleksandr, obedecendo ao aviso médico, preciso  de encontrar uma carreira alternativa. Ele sempre gostara de cantar, mas nunca pensara que a música poderia ser a sua principal ocupação. Apesar disso, começou a estudar música: Oleksandr não conseguia ler música. os professores da escola de música aceitaram-no devido à sua excelente voz e permitiram que ele conseguisse um mestrado no seu curriculum no espaço de um ano. 
Desde  1992, Oleksandr participou em dezenas de festivais ucranianos e internacionais. Em 1998, o governo ucraniano reconheceu o trabalho de  Oleksandar entregando-lhe o título de “Honored Artist of Ukraine”.
Oleksandr foi o primeiro representante da Ucrânia no Festival Eurovisão da Canção, em 2003 com a canção  "Hasta la Vista". A sua atuação incluiu uma ato de circo com um  contorcionista . Terminou em 14.º lugar. 

## Álbuns
- 1996 — З ранку до ночі
- 1997 — Перша і остання любов
- 2000 — ВОНА
- 2001 — ВІН
- 2004 — Краще
- 2006 — Я люблю тільки теб